# Andriej Wierwiejkin
Andriej Jurjewicz Wierwiejkin, ros. Андрей Юрьевич Вервейкин (ur. 3 stycznia 1966 w Ałmaty) – radziecki i kazachski skoczek narciarski. Od 2020 r. wiceprezydent federacji skoków narciarskich i kombinacji norweskiej w Kazachstanie. 
Olimpijczyk (1992 i 1994), trzykrotny uczestnik mistrzostw świata (1989, 1991, 1993), pięciokrotny mistrz ZSRR w skokach narciarskich. Otrzymał tytuł honorowy Mistrza Sportu Klasy Międzynarodowej ZSRR. W 1996 r. skończył karierę sportową. Do roku 2002 był szkoleniowcem kazachskiej kadry skoczków. Od 2007 do 2020 r. kierował federacją skoków narciarskich i kombinacji norweskiej w Kazachstanie.

## Życiorys

### Kariera zawodnicza

#### ZSRR (1983-1991)
Występy w Pucharze Świata Wierwiejkin rozpoczął w roku 1983 w wieku 17 lat, startując w konkursie w Sankt Moritz. Zajął tam 51. miejsce. Kilka dni później wystartował w konkursie w Engelbergu, zajmując 18. lokatę. Ponadto wystąpił w próbie przedolimpijskiej w Sarajewie, plasując się na odległych lokatach. Uczestniczył na mistrzostwach świata juniorów w Kuopio, gdzie wywalczył 22. miejsce.
Kolejny sezon 1983/1984 nie należał do udanych w wykonaniu Wierwiejkina. Wystąpił on w mistrzostwach świata juniorów w Trondheim, gdzie zajął odległe, 46. miejsce. Pomimo obniżki dyspozycji, znalazł miejsce w kadrze ZSRR w Turnieju Czterech Skoczni w następnym sezonie. W klasyfikacji końcowej 33. TCS uplasował się na 69. pozycji.
Sezon 1985/1986 okazał się przełomowy ze względu na pierwsze punkty w Pucharze Świata. Wierwiejkin zajął 15. miejsce w konkursie w Oberwiesenthal. W następnym sezonie reprezentant ZSRR wystartował w próbie przedolimpijskiej w Calgary, zajmując 8. i 15. pozycję. Ponadto udało mu się zapunktować w Pucharze Świata w Thunder Bay, gdzie w pierwszym konkursie był 13. Wystąpił w 35. edycji Turnieju Czterech Skoczni, gdzie poprawił swe notowania względem debiutanckiej edycji, będąc na 39. miejscu w klasyfikacji generalnej.
W sezonie olimpijskim 1987/1988 Wierwiejkin znacząco poprawił swoje notowania. Najlepszym wynikiem w Pucharze Świata okazał się być występ w Lake Placid, gdzie reprezentant ZSRR był na 11. miejscu. Dobre występy w Turnieju Czterech Skoczni, zwieńczone 19. miejscem w klasyfikacji końcowej cyklu, zwiastowały pewny występ na Igrzyskach Olimpijskich w Calgary. W styczniu 1988 w zawodach o mistrzostwo ZSRR w Tysowcu zaliczył fatalny upadek, który mógł przekreślić jego karierę sportową. Nie wystąpił na igrzyskach, lecz powrócił do uczestnictwa zawodach w następnym sezonie.
Sezon 1988/1989 sprawił, że mieszkaniec Ałmaty stał się kluczowym zawodnikiem podupadającej reprezentacji radzieckiej. Przeciętne wyniki w Pucharze Świata zatuszował świetnym występem na Mistrzostwach Świata w Lahti. Udało mu się tam zdobyć 5. miejsce w rywalizacji na skoczni dużej, a z drużyną (Michaił Jesin, Pawieł Kustow, Walerij Wdowienko) osiągnął miejsce czwarte. Dobry sezon przypieczętował indywidualnym zwycięstwem w 12. Spartakiadzie Armii Zaprzyjaźnionych w Szczyrbskim Jeziorze.
Kampanię 1989/1990 Wierwiejkin rozpoczął od dobrych występów w amerykańskich zawodach, punktując w każdym konkursie. Mniej okazałym udziałem okazał się być Turniej Czterech Skoczni, w którym reprezentant ZSRR zajął 29. lokatę. Końcówka sezonu zaowocowała 5. miejscem w zawodach PŚ we włoskim Predazzo. Wierwiejkin wystąpił na Mistrzostwach Świata w Lotach w Vikersund, zajmując 35. miejsce z notą końcową 292,5 pkt.
Sezon 1990/1991 okazał się być najlepszym w historii startów w Pucharze Świata. Przyszły reprezentant Kazachstanu sezon zaczął 4. i 7. lokatą w grudniowych konkursach w Lake Placid i 6. miejscem w zawodach w Thunder Bay. Następnie zaprezentował się w konkursach w Sapporo, zajmując 5. i 7. miejsce. Gorszy epizod miał miejsce na przełomie grudnia i stycznia, w Turnieju Czterech Skoczni, gdzie skoczek uzyskał dopiero 37. pozycję w klasyfikacji końcowej cyklu. Wierwiejkin uczestniczył w ostatnim występie reprezentacji ZSRR w historii startów na Mistrzostwach Świata w narciarstwie klasycznym. W konkursach indywidualnych wywalczył 11. miejsce na skoczni dużej, zaś 31. na skoczni normalnej w Predazzo. Wraz z drużyną (Dionis Wodniew, Michaił Jesin, Pawieł Kustow) zajął 10. miejsce. Pozostałe konkursy Pucharu Świata w sezonie 90/91 nie były udane dla skoczka. Zakończył sezon z dorobkiem 57 punktów, osiągając w ten sposób 16. miejsce w klasyfikacji generalnej PŚ.
Przemiany społeczno-polityczne w bloku wschodnim spowodowały, że Związek Radziecki przestał istnieć. Była reprezentacja skoczków ZSRR od sezonu 1991/1992 zaczęła uczestniczyć w zawodach w ramach Wspólnoty Niepodległych Państw.

#### WNP (1991/1992)
Krótki epizod w barwach WNP nie przysporzył Wierwiejkinowi dobrych rezultatów. Przed igrzyskami w Albertville nabawił się kontuzji obojczyka i łopatki, co w pewien sposób wykluczyło go z gry o pomyślny wynik. W zawodach olimpijskich zajął 32. i 29. lokatę indywidualnie. Osiągnął jedenaste miejsce w konkursie drużynowym (Michaił Jesin, Dionis Wodniew, Jurij Dudariew). Występ na igrzyskach był ostatnim pod patronatem Wspólnoty Niepodległych Państw.

#### Kazachstan (1992-1996)
Wierwiejkin znalazł się w kadrze tworzącej się reprezentacji Kazachstanu i zaczął w niej startować od lata 1992. W swoich pierwszych zawodach międzynarodowych w reprezentacji zajął 40. miejsce w letnich zawodach w Hinterzarten. Uczestniczył w pierwszych zawodach Pucharu Świata z udziałem reprezentacji Kazachstanu. Wystąpił na mistrzostwach świata w narciarstwie klasycznym w Falun 1993. W konkursie na skoczni normalnej zajął 60. lokatę, zaś w zawodach na skoczni dużej 39. miejsce. Wraz z drużyną (Maksim Połunin, Aleksandr Taranow, Dionis Wodniew) uplasował się na 12. pozycji.
Po wprowadzeniu obowiązkowych kwalifikacji, Wierwiejkinowi było coraz trudniej zaistnieć na arenie międzynarodowej. Sezon 1993/1994 rozpoczął od nieudanych startów w Pucharze Świata i Turnieju Czterech Skoczni. Zdobył jednak trzy punkty PŚ w konkursie w Innsbrucku, które okazały się ostatnimi w jego karierze. Wystąpił na igrzyskach olimpijskich 1994 w Lillehammer. Na ceremonii otwarcia chorążym reprezentacji Kazachstanu był kompan Wierwiejkina z drużyny skoczków, Kajrat Bijekienow. Podczas pochodu kazachskiej reprezentacji, prócz flagi narodowej pojawił się radziecki sztandar, co było inicjatywą Wierwiejkina. Zawodnik otrzymał reprymendę od wiceprezydenta komitetu olimpijskiego w Kazachstanie, generała Pawieła Nowikowa. W konkursie na skoczni dużej zajął 37. miejsce, zaś na skoczni dużej wywalczył 24. pozycję.
Sezon 1994/1995 okazał się totalnie nieudany - skoczek nie awansował do żadnego z czterech konkursów TCS. Był jednym z najstarszych zawodników w stawce, co nie sprzyjało w osiąganiu dobrych wyników sportowych. Ostatnim epizodem w karierze sportowej Andrieja Wierwiejkina okazał się być sezon 1995/1996. Na igrzyskach azjatyckich w Harbinie 1996, zaliczanych do rangi nieoficjalnych, Kazachstan wywalczył złoty medal w rywalizacji drużynowej. Po udziale w triumfie drużyny kazachskiej, Wierwiejkin zakończył karierę sportową.

### Kariera trenerska (1996-2002)
Pomimo zakończenia kariery sportowej, Wierwiejkin pozostał aktywny w strukturach kazachskich skoków narciarskich. Był wieloletnim trenerem reprezentacji Kazachstanu. Swoją kadencję zakończył w roku 2002. Po igrzyskach olimpijskich w Salt Lake City 2002 nowym trenerem reprezentacji został Kajrat Bijekienow. Najbardziej znanym epizodem z okresu trenerskiego Wierwiejkina był konflikt z członkiem kadry narodowej Dmitrijem Czwykowem, który wybrzmiał w roku 1999. Rezultatem sporu okazały się późniejsze starty Czwykowa w barwach Kirgistanu.

### Prezydent federacji (2007-2020)
W 2007 roku Andriej Wierwiejkin został wybrany prezydentem federacji skoków narciarskich i kombinacji norweskiej w Kazachstanie, zastępując na tym stanowisku Kadyra Nukina. Wierwiejkin wraz z byłym wiceprezydentem komitetu olimpijskiego generałem Pawiełem Nowikowem był głównym orędownikiem powstania nowoczesnego kompleksu skoczni narciarskich w Ałmaty. Kompleks skoczni powstał z okazji igrzysk azjatyckich 2011. Za jego kadencji zorganizowano konkursy Pucharu Świata w Ałmaty 2016, a ponadto skocznie w Ałmaty były wielokrotnie areną zmagań skoczków w Letnim Grand Prix.

## Puchar Świata w skokach narciarskich

### Miejsca w klasyfikacji generalnej
| Sezon     | Miejsce           |
| --------- | ----------------- |
| 1983/1984 | niesklasyfikowany |
| 1984/1985 | niesklasyfikowany |
| 1985/1986 | 70.               |
| 1986/1987 | 76.               |
| 1987/1988 | 64.               |
| 1988/1989 | niesklasyfikowany |
| 1989/1990 | 18.               |
| 1990/1991 | 16.               |
| 1991/1992 | niesklasyfikowany |
| 1992/1993 | niesklasyfikowany |
| 1993/1994 | 87.               |

## Igrzyska olimpijskie
- Indywidualnie
  - 1992 Albertville (FRA) – 29. miejsce (duża skocznia), 32. miejsce (normalna skocznia)
  - 1994 Lillehammer (NOR) – 37. miejsce (duża skocznia), 24. miejsce (normalna skocznia)

## Mistrzostwa świata w lotach
- Indywidualnie
  - 1990 Vikersund (NOR) – 35. miejsce

## Mistrzostwa świata
- Indywidualnie
  - 1989 Lahti (FIN) – 5. miejsce (duża skocznia), 8. miejsce (normalna skocznia)
  - 1993 Falun (SWE) – 60. miejsce (duża skocznia), 39. miejsce (normalna skocznia)

- Drużynowo
  - 1989 Lahti (FIN) – 4. miejsce